# Civil War (band)
Civil War er et svensk power metal-band fra Falun, Dalarna, Dalarnas län, Sverige, som blev dannet i 2012 af flere tidligere medlemmer af Sabaton.

## Historie
Civil War blev dannet i 2012 af guitarister Rikard Sundén og Oskar Montelius, trommeslager Daniel Mullback og bassist Daniel Mÿhr, som alle havde været grundlæggende medlemmer af Sabaton. Bandet fik kort efter deres forsanger, da Astral Doors forsanger Nils Patrik Johansson blev del af bandet. Det sidste medlem blev bassist Stefan 'Pizza' Eriksson.
Bandet udgav deres første album i juni 2013, kaldet The Killer Angels under Despotz Records. Guitarist Petrus Granar blev medlem af bandet under turneen for albummet.
Bandet skiftede herefter til Napalm Records, og udgav deres andet album Gods and Generals i maj 2015. Efter albummet var færdiggjort, forlod Oskar Montelius og Stefan Eriksson bandet. Bandet valgte ikke at erstatte dem, og fortsatte som et fem-mands band.
Bandet udgav deres tredje album, The Last Full Measure, i november 2016. Forsanger Nils Patrik Johansson forlod bandet en måned efter albummet blev udgivet. I februar 2017 blev Kelly Sundown Carpenter valgt som bandets nye forsanger.
Guitarist Rickard Sundén forlod bandet i 2021, og blev erstattet af Thobbe Englund.
Bandet har annonceret at de arbejder på et fjerde album, som er forventet at blive udgivet i løbet af 2022.

## Tema
På samme måde som Sabaton, så er temaet i Civil Wars tekster militær- og krigshistorie.

## Medlemmer

### Nuværende medlemmer
- Daniel Mullback — trommer, støttevokal (2012–nu)
- Daniel Mÿhr — keyboard, støttevokal (2012–nu)
- Petrus Granar — guitar, støttevokal (2014–nu) bas (2015–nu)
- Thobbe Englund — guitar (2021–nu)
- Kelly Sundown Carpenter – forsanger (2017–nu)

### Tidligere medlemmer
- Nils Patrik Johansson — forsanger (2012–2016)
- Oskar Montelius — guitars, støttevokal (2012–2015)
- Stefan 'Pizza' Eriksson — bas (2012–2015)
- Rikard Sundén — guitars, støttevokal (2012–2021)

## Diskografi
- 2012: Civil War (EP)

Studio album
- 2013: The Killer Angels
- 2015: Gods and Generals
- 2016: The Last Full Measure